# Sphecodes transversus
Sphecodes transversus är en biart som beskrevs av Cockerell 1919. Sphecodes transversus ingår i släktet blodbin, och familjen vägbin. Inga underarter finns listade i Catalogue of Life.